# 小叶钩毛蕨
小叶钩毛蕨（学名：Cyclogramma flexilis）为金星蕨科钩毛蕨属下的一个种。

## 扩展阅读
- 維基物種上的相關：小叶钩毛蕨